# Елизабет фон Валдек-Вилдунген
Елизабет фон Валдек-Вилдунген (на немски: Elisabeth von Waldeck-Wildungen; * 25 април 1610, Вилдунген; † 29 май 1647, Оснабрюк) е графиня от Валдек-Вилдунген и чрез женитба графиня на Даун-Фалкенщайн.

## Произход
Тя е дъщеря на граф Кристиан фон Валдек (1585 – 1637) и съпругата му графиня Елизабет фон Насау-Зиген (1584 – 1661), дъщеря на граф Йохан VII фон Насау-Зиген (1561 – 1623) и втората му съпруга Магдалена фон Валдек (1558 – 1599).

## Фамилия
Елизабет се омъжва на 26 октомври 1634 г. в дворец Валдек за граф Вилхелм Вирих фон Даун-Фалкенщайн (* 1 юни 1613; † 22 август 1682), син на граф Йохан Адолф фон Даун-Фалкенщайн (1581 – 1623) и графиня Анна Мария фон Насау-Зиген (1589 – 1620). Те имат децата:
- Анна Елизабет (* 1 януари 1636; † 4 юни 1685), омъжена

I. на 26 март 1658 г. за граф Георг Вилхелм фон Лайнинген-Дагсбург (1636 – 1672)
II. сл. 19 юли 1672 г. за вилд-и рейнграф Георг Фридрих фон Залм-Кирбург (1611 – 1681)
- Фердинанд Кристиан (* 25 декември 1636; † 20 март 1642)
- Каролина Августа (* 30 декември 1637; † 1713), омъжена за свещеник Арнолд Зибел
- Амалия Сибила (* 27 юни 1639), омъжена на 22 август 1664 г. за другия му полубрат Йохан Лудвиг фон Лайнинген-Дагсбург (1643 – 1687)
- Кристина Луиза (* 18 юли 1640; † 27 април 1702), омъжена на 17 юли 1664 г. за Емих Христиан фон Лайнинген-Дагсбург (1642 – 1702)
- Вилхелмина Сибила Юлиана (* 1642; умира млада)
- Карл Александер (* 23 февруари 1643; † 7 октомври 1659), застрелян от граф Мориц фон Лимбург-Щирум (1634 – 1664)
- Вилхелм (* 23 юли 1644; † 4 октомври 1653)
- Йохана София (* 1646)
- Холандия Юлиана (* 1646)

Вилхелм Вирих се жени втори път 1663 г. за графиня Агнес Катарина фон Лимбург-Щирум (1629 – 1686).